# Жалгасбаев, Нурлан Адельевич
Нурлан Адельевич Жалгасбаев (каз. Нұрлан Әділұлы Жалғасбаев; род. 2 апреля 1970, Алга, Актюбинская область, Казахская ССР, СССР) — казахстанский дипломат. Чрезвычайный и полномочный посол Республики Казахстан в Индии (2021—2025), Польше (с 2025 года).

## Биография
Окончил Петрозаводский государственный университет.
В 1993 году начал работать в Министерстве иностранных дел Республики Казахстан (МИД РК) референтом Управления стран Азии. Затем работал в центральном аппарате МИД РК на различных должностях, в том числе начальником Департамента многостороннего сотрудничества, начальником Департамента международных организаций и проблем безопасности, начальником Департамента Европы, также работал в посольствах Казахстана в Литве, Грузии, Норвегии, Италии и в постоянном представительстве Казахстана при Организации Объединённых Наций в Нью-Йорке. Также, в 1999—2000 годах работал заместителем шефа протокола президента Казахстана.
В 2016—2019 годах работал в СВМДА.
В 2019—2021 годах — директор Департамента многостороннего сотрудничества МИД РК.
С 19 апреля 2021 года по 7 апреля 2025 года — чрезвычайный и полномочный посол Республики Казахстан в Республике Индия. С января 2022 года по 7 апреля 2025 года — чрезвычайный и полномочный посол Республики Казахстан в Демократической Социалистической Республике Шри-Ланка, в Народной Республике Бангладеш, в Федеративной Демократической Республике Непал, в Королевстве Бутан, в Мальдивской Республике по совместительству.
С 7 апреля 2025 года — чрезвычайный и полномочный посол Республики Казахстан в Республике Польша.